# Hotel Uzbekistan
Koordinaten: 41° 18′ 39,6″ N, 69° 16′ 58,8″ O
Das Hotel Uzbekistan befindet sich in Taschkent, der Hauptstadt Usbekistans. Es zählt zu den größten Hotels des Landes und ist als Beispiel des sowjetischen Brutalismus heute auch eine Sehenswürdigkeit der Stadt.

## Lage
Das Hotel Uzbekistan steht am zentralen Amir-Timur-Platz. Rund um das Reiterstandbild Timurs stehen neben dem Hotel einige der repräsentativsten Gebäude der usbekischen Hauptstadt, darunter der Internationale Forumspalast, die Universität für Rechtswissenschaften, das Amir-Timur-Museum und der Glockenturm von Taschkent.

## Geschichte
Das Hotelgebäude wurde 1974 fertiggestellt, acht Jahre nach dem verheerenden Erdbeben von Taschkent 1966, das weite Teile der Bausubstanz der Stadt zerstört hatte. Infolgedessen wurde die usbekische Hauptstadt mit Hilfe von Arbeitskräften aus der gesamten Sowjetunion wiederaufgebaut und veränderte sich dadurch grundlegend. Die Fertigstellung des Hotels erfolgte nach der Beendigung der meisten Bauarbeiten in der Stadt, das Gebäude wurde allerdings rasch zu einem der Wahrzeichen der Stadt. 
Auch nach dem Zerfall der Sowjetunion und der Unabhängigkeit Usbekistans am 1. September 1991 blieb das Hotel eines der bekanntesten des Landes. Lediglich der angrenzende Platz erfuhr in Folge der Unabhängigkeit größere Umgestaltungen, als das Reiterstandbild Timurs eine Skulptur des Kopfes von Karl Marx ersetzte. 
Im Jahr 2010 wurde das Hotel letztmals komplett renoviert, wobei die Vereinigung von modernem Komfort und historischer Tradition das Ziel der Verantwortlichen war. 
Im Rahmen einer Welle von Privatisierungen wurde auch das zuvor zu mehr als 80 % in Staatsbesitz befindliche Hotel im Februar 2019 bei einer Auktion für Investoren angeboten. Bei einem Startpreis von circa 33 Millionen US-Dollar fand sich allerdings vorerst kein Interessent für das Hotel. Daraufhin wurde der Preis mehrfach gesenkt, worauf bei einem Preis von 23 Millionen US-Dollar sechs Kaufinteressenten aus aller Welt Interesse an dem Hotel anmeldeten. Im Mai 2020 wurde der Verkauf der staatlichen Anteile an die Bashan Investment Group, eine Holding aus Singapur, vermeldet. Die übrigen knapp 20 % der Anteil blieben in Privatbesitz. Zudem verpflichtete sich der neue Mehrheitseigentümer zu größeren Investitionen in das Hotel in den Jahren nach dem Kauf. Insgesamt war der Prozess des Verkaufs intransparent, insbesondere über die Interessen und Hintergründe des Käufers aus Singapur wurde nur wenig bekannt.

## Architektur und Ausstattung
Das Gebäude ist eines der bekanntesten Beispiele des Brutalismus in Zentralasien. Der Grundriss des Gebäudes ist in Form eines Stumpfen Winkels angelegt, die Fassade bilden zahlreiche ineinander verschränkte Quadrate aus Beton. Diese Bauweise spendet Schatten und verhindert ein zu starkes Aufheizen der Fassade des Gebäudes. Die mehr als 200 Zimmer des Hotels wurden im Zuge der jüngsten Renovierungsarbeiten weitestgehend westlichen Standards angepasst, prägend für die Gestaltung des Hotels blieben dabei auch die orientalischen Stilelemente. Im Hotelgebäude ist auch ein gastronomisches Angebot untergebracht, darunter eine Bar und ein Restaurant im obersten Stockwerk des Gebäudes. Das kulinarische Angebot umfasst dabei vor allem usbekische und europäische Gerichte.